# Margretetorp
Margretetorp – miejscowość (tätort) w Szwecji, w regionie administracyjnym (län) Skania, w gminie Ängelholm.
Według danych Szwedzkiego Urzędu Statystycznego liczba ludności wyniosła: 255 (31 grudnia 2015), 245 (31 grudnia 2018) i 248 (31 grudnia 2019).